# Acaxee
Acaxee.- Planinski indijanski narod iz grupe Taracahitian Indijanaca (porodica Juto-astečki (jezična porodica)), nekad naseljeno po sadašnjim meksičkim državama Sinaloa i Durango,  u vrletnim i teško pristupačna područja planina Sierra Madre Occidental. –Opise ovih Indijanaca ostavili su nam stari autori Pedro de Castañeda i Alvar Nuñez Cabeza de Vaca.  Pleme je 1602. primili kršćanstvo, odmah nakon ustanka koji se odigrao 1601. godine. 
-U širu grupu Acaxeeja navode se i Xixime sa svoje tri lokalne skupine. Pravi Acaxee su se sastojali od nekoliko lokalnih grupa, to su bili 
- Papudo, Durango.
- Sabaibo,
- Tebaca, Sinaloa.
- Tecaya, Durango.
- i Acaxee vlastiti, Sinaloa, Durango.

-Opisani su kao lovci na glave i ljudožderi, ali i seosko agrikulturno stanovništvo.  -Kultura Acaxee-ja bila je slična ostalima sa Sierre, sela su bila malena (oko 50 obitelji), s kućama od ćerpiča. Živjelo se od hortikulture i iskorištavanja prirodnih resursa, to jest lova i sakupljanja divljeg bilja. -Svoje mrtve Acaxee su sahranjivali u pećinama ili ispod stijena. Pokraj tijela ostavljali su hranu da pokojnik ne bi otišao gladan na drugi svijet. Ratniku su također ostavljani za popudbinu i njegovi luk i strijela. 
Prema Castañedi, lubanje pogubljenih neprijatelja ratnik je vješao oko svoje kuće. 

## Vanjske poveznice
- Grupos acaxee y xixime  Arhivirana inačica izvorne stranice od 20. ožujka 2006. (Wayback Machine)
- History of Mexico - The State of Durango  Arhivirana inačica izvorne stranice od 13. veljače 2012. (Wayback Machine)